# 이봉수 (1956년)
이봉수(李鳳洙, 1956년 10월 25일~)는 대한민국의 기업인 출신 정치인이다. 경상남도 김해시 상동면 출신이다.

## 학력
- 중학교 검정고시 과정 통과
- 고등학교 검정고시 과정 통과
- 인제대학교 경영무역학과 졸업

## 주요 경력
- 성수실업 대표
- 새정치국민회의 경남 김해시지구당 상임부위원장
- 새천년민주당 경남 김해시지구당 위원장
- 경남 김해시 농업경영인연합회 회장
- 농어촌진흥공사 경남 김해시지부 운영위원
- 경남 김해시 수질개선대책위원회 위원장
- 농림부 농기계 경쟁력 강화위원회 평가위원
- 노무현 새천년민주당 제16대 대통령 선거 후보 농업정책특별보좌관
- 노무현 대통령 농업특별보좌관
- 대통령자문 동북아시대위원회 자문위원
- 한국마사회 부회장
- 김두관 경상남도지사직 인수위원회 부위원장
- 사단법인 맑은물사랑사람들 상임대표
- 국민참여당 경상남도당 위원장

## 역대 선거 결과
|  | 19.28% |

|  | 12.15% |

|  | 27.25% |

|  | 3.80% |

|  | 48.98% |